# Carico utile (informatica)
In analogia con l'omonimo termine legato ai trasporti, nel linguaggio informatico il carico utile o payload indica la parte di dati trasmessi effettiva che è destinata all'utilizzatore, in contrasto con i metadati e con gli header che servono esclusivamente a far funzionare il protocollo di comunicazione.
Nello specifico, l'espressione viene usata:
- in informatica, per indicare la parte di un flusso di dati che rappresenta il contenuto informativo;
- nelle reti di telecomunicazione indica la porzione di banda utilizzata per trasportare esclusivamente l'informazione oggetto dello scambio (per esempio, i byte che trasportano i canali telefonici oppure i canali dati oggetto dello scambio) in contrapposizione all'informazione di overhead (header);
- nei sistemi di distribuzione dei dati, come nei formati archivio, il carico utile è costituito dai file immagazzinati;
- nei malware il payload è il carico trasportato da strumenti di compromissione del sistema.[2]

## Sicurezza informatica
In sicurezza informatica, un payload è una routine presente in un virus informatico che ne estende le funzioni oltre l'infezione del sistema. In breve, sono le azioni che il virus esegue dopo aver infettato il sistema. Virus differenti possono avere uno stesso payload.
Si intende con payload quindi qualsiasi operazione a tempo determinato, casuale o attivata da un trigger che un virus o worm manda in esecuzione.
Questa può essere di distruzione parziale o totale di informazioni, la loro diffusione non autorizzata, l'invio di email a tutti i contatti della rubrica ed automazioni simili.
Alcuni virus possono avere più payload. Altri possono non averne e limitarsi a replicarsi da un computer a un altro.

## Programmazione
In programmazione, l'utilizzo più comune del termine è nel contesto dei protocolli di messaggistica, per distinguere l'overhead di protocollo dai dati effettivi. Per esempio, una risposta di un web service JSON potrebbe essere:
```
{

    
"data"
:
 
{

        
"message"
:
 
"Hello, world!"

    
}

}

```

dove la stringa "Hello, world!" è il carico utile, mentre il resto è overhead.

## Reti
Nelle reti di calcolatori, il dato da trasmettere è il carico utile, ed è solitamente incapsulato più volte in vari tipi di pacchetto, aggiungendo dell'overhead ad ogni livello dello stack protocollare. Nei frame di livello datalink (come i frame Ethernet), ad esempio, viene incapsulato un datagramma di rete aggiungendovi come overhead l'header in testa e il checksum in coda.